# Phlegmariurus sieboldii
Phlegmariurus sieboldii är en lummerväxtart som först beskrevs av Friedrich Anton Wilhelm Miquel, och fick sitt nu gällande namn av Ren Chang Ching. Phlegmariurus sieboldii ingår i släktet Phlegmariurus och familjen lummerväxter. Inga underarter finns listade i Catalogue of Life.